# Öztekin
Öztekin ist ein türkischer männlicher Vorname und Familienname mit der Bedeutung „jemand, der einzigartig ist“, gebildet aus den türkischen Elementen öz und tekin.

## Namensträger

### Familienname
- Hidayet Öztekin (* 1948), türkischer Fußballspieler
- Muhammet Öztekin (* 1995), türkischer Fußballspieler
- Pelin Öztekin (* 1987), türkische Schauspielerin
- Rasim Öztekin (1959–2021), türkischer Journalist, Schauspieler und Drehbuchautor
- Yasin Öztekin (* 1987), deutsch-türkischer Fußballspieler